# Toskánsko
Toskánsko (italsky Toscana [toskaːna]IPA) je kraj ve střední Itálii. Sousedící na jihu s Laziem, s Umbrií a Marche na východě, Emilií-Romagnou a Ligurií na severu a Tyrhenským mořem na západě. Region má rozlohu 22 990 km², 3,7 miliónu obyvatel a dělí se na 10 provincií. Toskánsko je kraj proslulý uměním, historií, působivou scenérií a také významnou produkcí vína. Města často obklopují etruské hradby a hojně rozšířená vegetace cypřišů. Krásné paláce svědčí o bohatství tohoto kraje a středověké radnice ukazují na odvěkou tradici demokracie a samosprávy. Za renesance se uměleckou špičkou stala Florencie, která dodnes láká tisíce turistů svou galerií Uffizi s největší kolekcí italského renesančního umění, půvabným mostem Ponte Vecchio s krámky zlatníků, dómem s baptisteriem, gotickým kostelem Santa Croce a dalšími památkami. Pisa dokázala ve středověku využít cest do zámoří k obohacení jak městské pokladnice, tak i vzdělanosti a kultury. Dokladem toho jsou stavby v centru města, z nichž nejznámější je určitě Šikmá věž na Campo dei Miracoli „náměstí Zázraků“. Arezzo patří k nejbohatším toskánským městům, které prosperuje výrobou šperků. Mezi jedinečné památky tohoto města patří fresky v kostele S. Francesco. Náměstí Piazza del Campo, které se nachází v městě Siena a má tvar lastury, se řadí k největším renesančním náměstím v Evropě. Hlavním městem je Florencie (Firenze).

## Historie

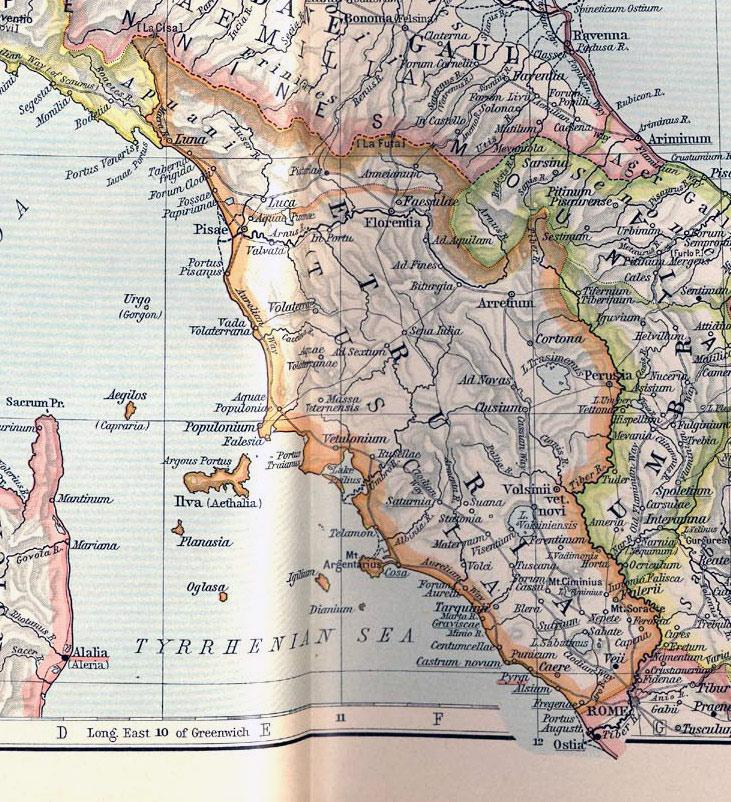
Toskánsko v období Říma

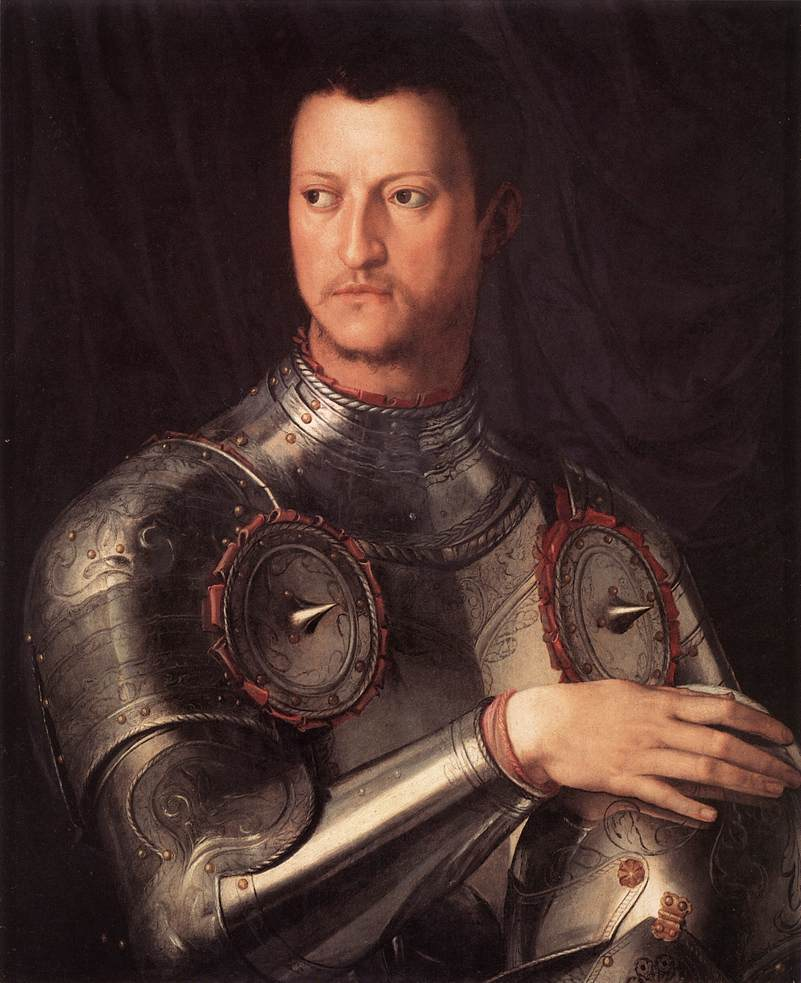
Cosimo I. Medicejský

Ve starověku bylo území dnešního Toskánska osídleno umělecky založenými Etrusky (latinsky Tusci), kteří vytvořili vyspělou civilizaci, a nazývalo se Etrurií. Etrurie však nebyl sjednocený stát, ale pouze konfederace měst. Vrcholu moci dosáhla v 6. století př. n. l., kdy ovládala velkou část severní a střední Itálie (včetně Říma) a také Kampánii s centrem Neapolis. Soupeřili s Řeky a Kartaginci, nakonec byli ovládnuti Římem, který sami založili, po vpádech Keltů v 6. – 5. století př. n. l.
Následně se toto území dostalo pod vládu říší Ostrogótské, Byzantské a Langobardské. Za jejich vlády se Toskánsko rozpadlo na několik vévodství a domén. Po pádu Langobardského království roku 774 zde Karel Veliký vytvořil markrabství Toskána s centrem v Lucce, která byla součástí Italského království.
Někdy v letech 1027–31 přičlenil Toskánsko ke svým územím nejmocnější muž tehdejší Italie, markrabě Bonifác II. Italský, hrabě z Modeny, Reggia, Mantovy a Ferrary, z rodu hrabat z Canossy. Po smrti markraběnky Matildy roku 1115 si nárokoval území Církevní stát, což vedlo k soupeření příznivců císaře a papeže. Avšak během 12. století dosáhly nezávislosti velké městské obce (Florencie, Lucca, Arezzo, Pisa, Siena, Pistoia aj.) a celé území si rozdělily.
Postupně získala největší moc Florencie, ve které vládl rod Medici, který během 14. a 15. století ovládl většinu území Toskánska. Medicejové se kromě svého vlivu na obchod a politiku (na jejich dvoře působil i slavný Macchiavelli) projevili i výraznou podporou umělcům. Díky tomu právě ve Florencii začali působit téměř největší umělci dějin, jako Leonardo da Vinci nebo Michelangelo Buonarroti. Tím velmi ovlivňovali i renesanční Evropu. Roku 1569 založil Cosimo I. Toskánské velkovévodství, což stvrdil v roce 1576 Maxmilián II. císařským diplomem. Přesto však kvůli politickým tlakům mocností a papeže význam Toskánska upadal. Po bezdětném Gianu Gastonovi v roce 1737 Toskánsko získal výměnou za původní léno Lotrinsko František Štěpán Lotrinský, manžel rakouské císařovny Marie Terezie, a dynastie toskánských Habsburků zde vládla až do roku 1859. Zajímavé je, že se tu narodilo několik později vládnoucích Habsburků, např. František I.

## Geografie

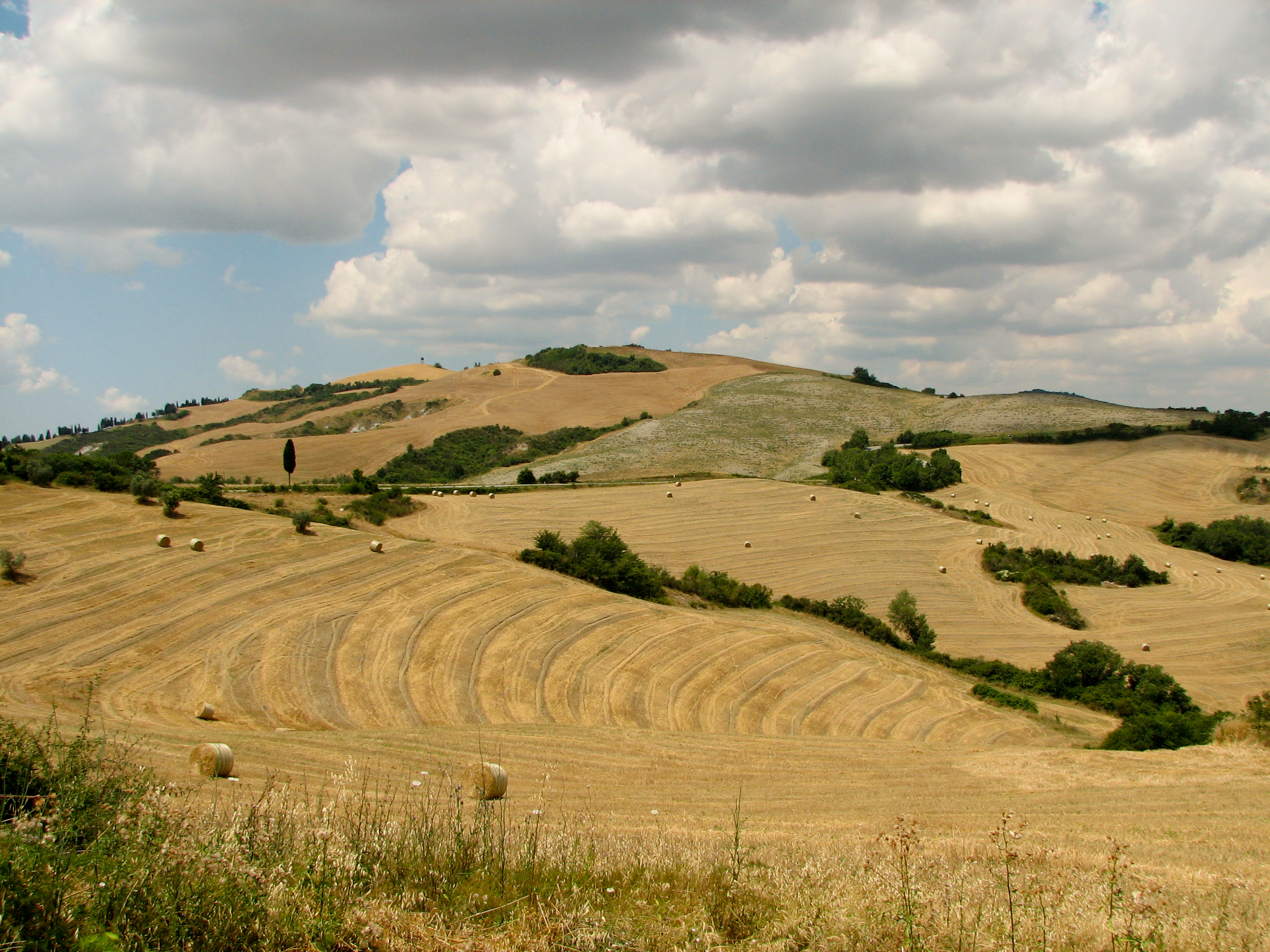
toskánská krajina

Povrch Toskánska je různorodý. Největší část zaujímá kopcovitá krajina a vrchovina (66,5%), především hranice regionu ve vnitrozemí tvoří hornatina a horské hřebeny (25%), nejmenší plochu pak zaujímají roviny a nížiny (8,5%). Na severu a východě kraje, ve vnitrozemí při hranicích Toskánska s krajem Emilia-Romagna, se rozkládají Toskánsko-Emilianské Apeniny (nejvyšší vrchol Monte Cimone, 2 165 m). Na severu pak leží Apuánské Alpy. Jižně od Apuánských Alp protéká největší toskánská řeka Arno. Zde se také nachází největší rovinatá oblast v kraji. Jižně pak leží kopcovitá krajina a vrchovina Colline Metallifere (s nejvyššími body okolo 1 000 m), jihozápadně se rozkládá pahorkatina Chianti (nejvyšší bod Monte San Michele, 893 m). Na vrchovinu Chianti jihovýchodně navazuje údolní oblast Val di Chiana. Na jihu kraje leží pohoří Toskánské Antiapeniny (nejvyšší vrchol Monte Amiata, 1 738 m). Jihozápadně od města Asciano v provincii Siena leží poušť Accona. Na jihozápadě Toskánska, podél pobřeží, se rozkládá původně močálovitá oblast s naplaveninami, dnes zemědělská oblast Maremma. Západně od pobřeží leží Toskánské ostrovy (Elba).

### Krajina a zemědělství

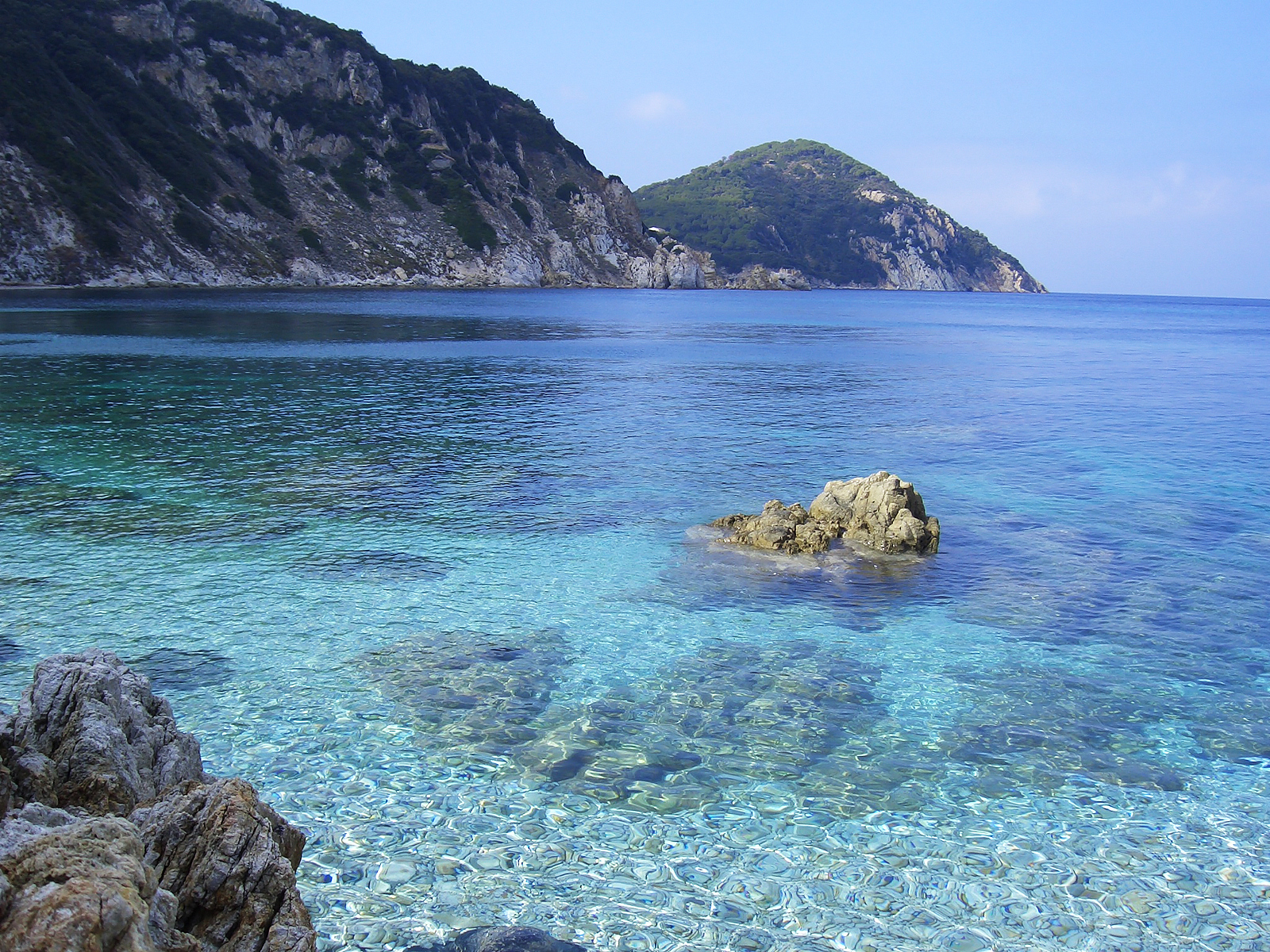
ostrov Elba

Charakteristickými rostlinami jsou pinie a cypřiše. Dále se zde daří vínům a olivovníkům (lisuje se zde panenský olivový olej). Toskánská vína jsou světově proslulá. Řadí se mezi ně především Chianti, Vino nobile di Montepulciano, Brunello di Montalcino aj. Historie pěstování vína Chianti sahá až do 13. století. K dalším plodinám, které se zde pěstují, náleží tabák, lanýže, obilniny, slunečnice, kukuřice, šafrán, cukrová řepa a jiné. Nejúrodnější je pánev v povodí řeky Arno.

### Ostrovy a pobřeží
Toskánsko leží na severu na pobřeží Ligurského moře a na jihu na pobřeží Tyrhénského moře. Podél pobřeží se nachází několik ostrovů a ostrůvků, které jsou součástí Toskánského souostroví. To se skládá ze sedmi hlavních ostrovů a z dalších menších ostrůvků, z nichž některé jsou jen skály vyčnívající z moře. Ostrovy jsou pod správou národního parku Parco Nazionale dell'Arcipelago Toscano. Největším ostrovem je Elba. Dalšími ostrovy jsou Pianosa, Montecristo, Giglio, Giannutri.
Oblíbenými přímořskými letovisky jsou například Viareggio nebo Forte dei Marmi.

### Řeky a jezera
K největším řekám náleží: Arno (241 km), Ombrone (161 km), Serchio (111 km), Cecina (73 km), Magra (70 km), Sieve (62 km). Největší jezera jsou: Lago di Bilancino (5 km²), Lago di Chiusi (3,9 km²), Lago di San Casciano (2,0 km²), Lago di Montepulciano (1,9 km²).

## Politika
V čele regionu stojí guvernér (Presidente), jenž je volen v přímé volbě na pětileté funkční období. Guvernér je zároveň hlavou regionální vlády (Giunta), jež se v současnosti skládá z devíti ministrů (Assessori). Nyní je guvernérem Eugenio Giani za Demokratickou stranu.
Legislativním sborem je Regionální zastupitelstvo (Consiglio Regionale), které má 41 členů a je voleno poměrným systémem. Volby probíhají společně s volbou guvernéra jednou za pět let.

### Výsledky posledních voleb do regionálního zastupitelstva (září 2020)
|                      |                      |                           |                     |           |       |         |
| Koalice              | Koalice              | Strana                    | Strana              | Hlasy     | Hlasy | Mandáty |
| Koalice              | Koalice              | Strana                    | Strana              | Abs.      | %     | Mandáty |
|                      | CSX                  |                           | Demokratická strana | 563 116   | 34.7  | 23      |
|                      | CSX                  | Italia Viva – Více Evropy | 72 649              | 4.5       | 2     |         |
|                      | CSX                  | Ostatní strany            | 128 358             | 7.9       | 0     |         |
| Středolevice celkem  | Středolevice celkem  | 764 123                   | 47.1                | 25        |       |         |
|                      | CDX                  |                           | Liga severu         | 353 514   | 21.8  | 9       |
|                      | CDX                  | Bratři Itálie             | 219 165             | 13.5      | 4     |         |
|                      | CDX                  | Forza Italia – UDC        | 69 455              | 4.3       | 1     |         |
|                      | CDX                  | Cambiamo!                 | 16 923              | 1.0       | 0     |         |
| Středopravice celkem | Středopravice celkem | 659 058                   | 40.6                | 14        |       |         |
|                      | Hnutí pěti hvězd     | Hnutí pěti hvězd          | Hnutí pěti hvězd    | 113 836   | 7.0   | 2       |
|                      | Ostatní strany       | Ostatní strany            | Ostatní strany      | 86 137    | 5.3   | 0       |
| Celkem               | Celkem               | Celkem                    | Celkem              | 1 623 154 | 100   | 41      |

## Administrativní celky

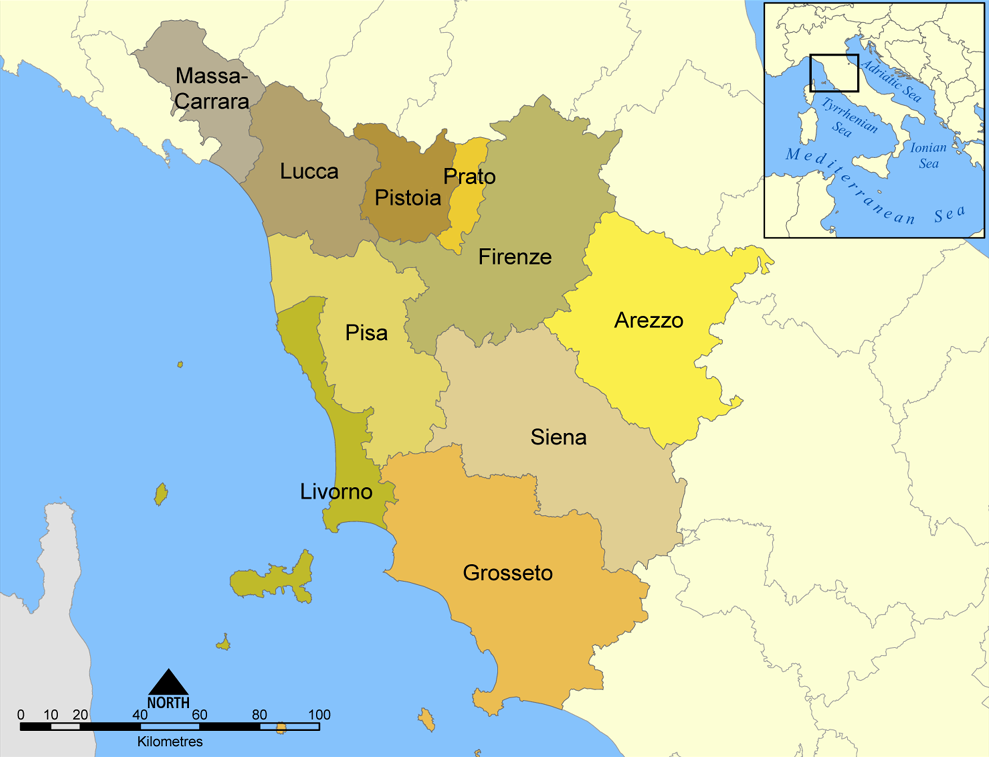
Provincie Toskánska

Toskánsko se člení na 10 provincií:
- Provincie Arezzo
- Provincie Firenze
- Provincie Grosseto
- Provincie Lucca
- Provincie Livorno
- Provincie Massa-Carrara
- Provincie Pisa
- Provincie Pistoia
- Provincie Prato
- Provincie Siena

## Ekonomika

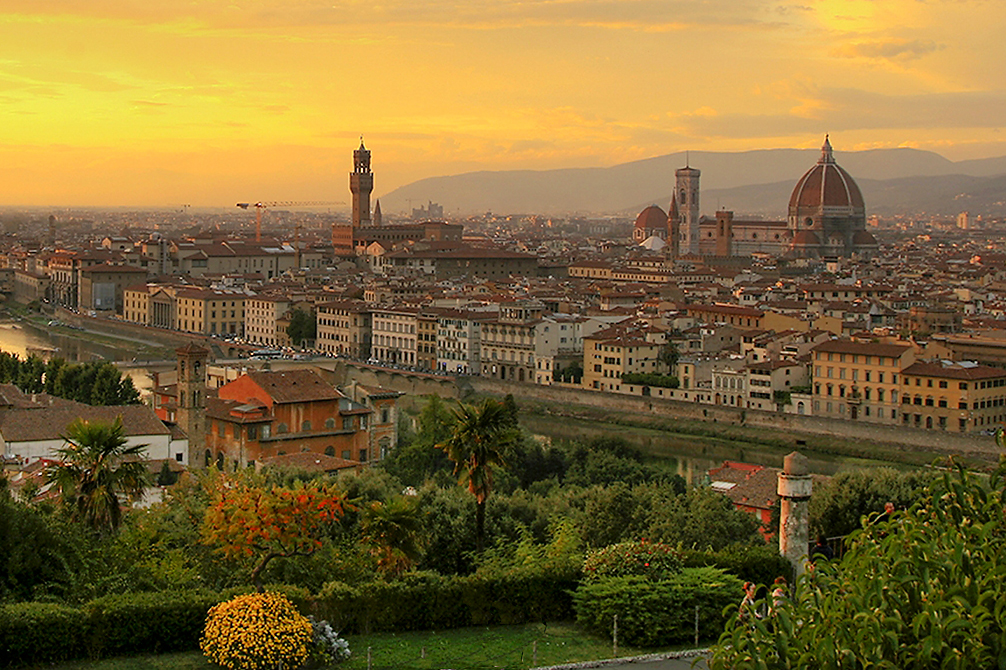
Florencie

Ve vnitrozemí je jedním z hlavních příjmu obyvatel zemědělství (pěstování vinné révy, oliv, kukuřice, zahradnictví). Dříve bylo důležité hornictví, těžil se zde zejména mramor a železná ruda. V současnosti je jedním z hlavních zdrojů příjmu turistický ruch, který se soustřeďuje na města s významnými historickými památkami a na pobřeží.

## Turismus – hlavní centra

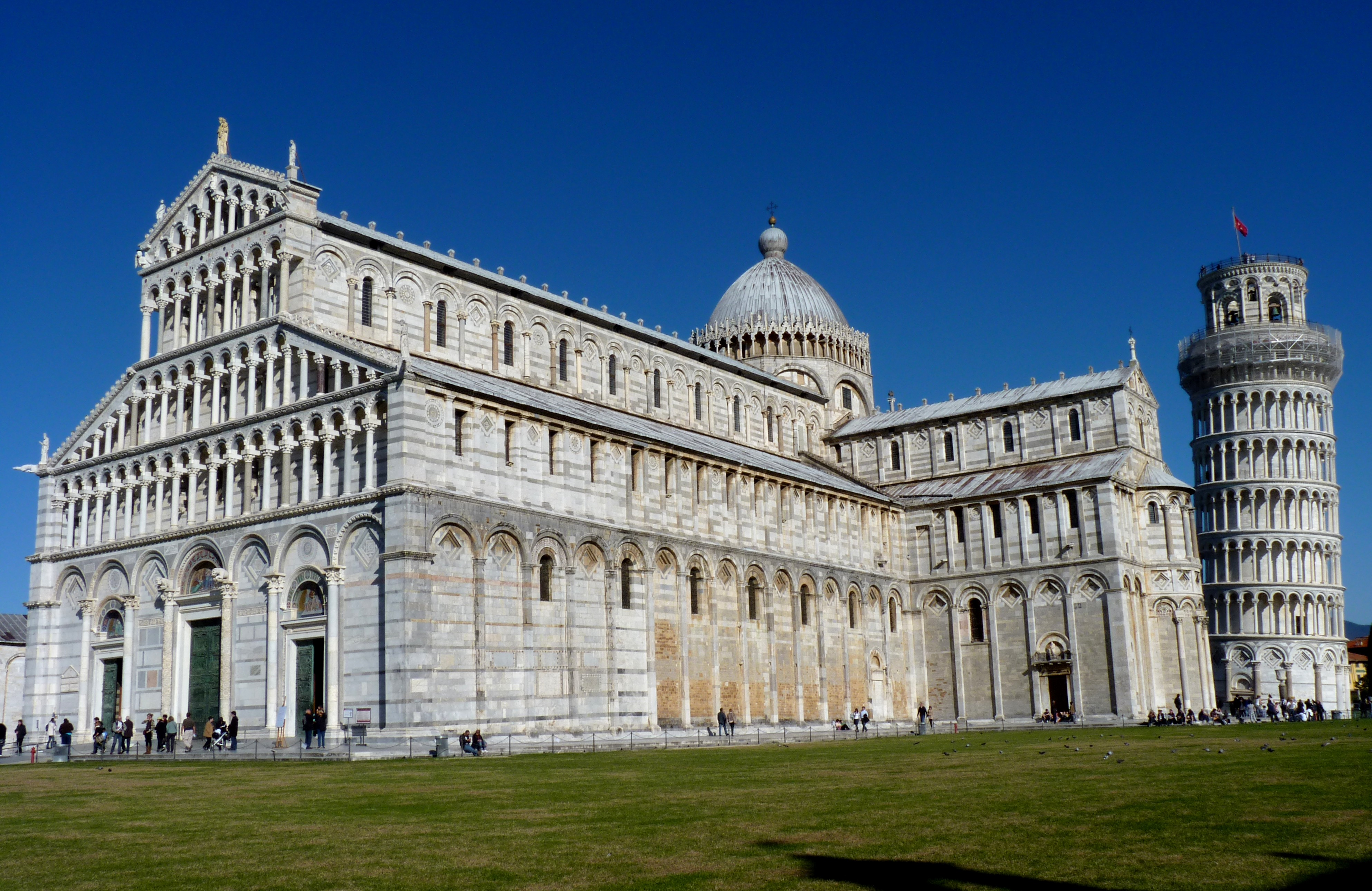
Pisa

- Florencie
- Pisa
- Siena
- Lucca
- San Gimignano
- Arezzo
- Elba
- Prato
- Pistoia
- Pienza
- Maremma
- Mys Argentario